# Distrito de Mahoba
Mahoba (en hindi; महोबा जिला) es un distrito de India en el estado de Uttar Pradesh. Código ISO: IN.UP.MH.
Comprende una superficie de 2 884 km².
El centro administrativo es la ciudad de Mahoba.

## Demografía
Según censo 2011 contaba con una población total de 876 055 habitantes.